# Venera 8
Venera 8 (tiếng Nga: Венера-8 có nghĩa là Sao Kim 8) là một tàu thăm dò trong chương trình Venera của Liên Xô để thăm dò Sao Kim và là tàu thăm dò không gian robot đầu tiên tiến hành hạ cánh thành công trên bề mặt sao Kim.
Venera 8 là một tàu thăm dò khí quyển và tàu khu trục Sao Kim. Thiết bị của nó bao gồm cảm biến nhiệt độ, áp suất và ánh sáng cũng như máy đo quang phổ gamma, đo độ cao, máy phân tích khí và máy phát vô tuyến. Tàu vũ trụ mất 117 ngày để đến được Sao Kim với một đợt điều chỉnh giữa ngày 6 tháng 4 năm 1972, tách khỏi bus (có máy dò tia vũ trụ, máy dò gió mặt trời và quang phổ tia cực tím) và đi vào khí quyển sao Kim ngày 22 tháng 7 năm 1972 lúc 08: 37 UT. Một hệ thống làm lạnh gắn liền với bus được sử dụng để làm lạnh trước phần bên trong của hộp đổ bộ trước khi vào khí quyển để kéo dài tuổi thọ của nó trên bề mặt. Tốc độ hạ xuống của thiết bị đổ bộ đã giảm từ 41.696 km/h xuống còn khoảng 900 km/h nhờ phanh vũ trụ. Chiếc dù có đường kính 2,5 mét mở ở độ cao 60 km.

## Đổ bộ
Venera 8 truyền dữ liệu trong quá trình đi xuống. Sự giảm ánh sáng rõ rệt được ghi nhận ở độ cao 35 đến 30 km và tốc độ gió dưới 1 m / s được đo dưới 10 km. Venera 8 hạ cánh tại 09:32 UT trong Vasilisa Region, trong vòng 150 km bán kính 10,70 ° S 335,25 ° E, trong vùng có ánh sáng mặt trời, khoảng 500 km từ điểm đánh dấu kết thúc buổi sáng. Khối lượng hộp đổ bộ là 495 kg.